# Li Ning Star
Li Ning Star is een Chinese wielerploeg die in 2020 is opgericht onder de naam Docs Cycling Team een UCI-licentie verkreeg voor de continentale circuits.

## Geschiedenis
De in 2020 opgerichte ploeg nam in 2021 al een andere naam aan. Docs Cycling Team werd Li Ning Star Cycling Team, waar twee jaar later Cycling Team van werd verwijderd. Eerste overwinningen werden in 2022 geboekt toen de ploeg drie etappes won in de Ronde van het Qinghaimeer. Voor het seizoen van 2023 kwamen voor het eerst niet-Chinese renners bij de ploeg rijden. Waaronder de Brit Jacob Hennessy, de Griek Periklis Ilias en de Venezolaan Roniel Campos. Voor het volgende seizoen bleef van de drie eerdergenoemde enkel Campos over en werden onder andere Cristian Raileanu en Luke Mudgway bij de ploeg toegevoegd. De Roemeen Raileanu werd dat jaar nationaal kampioen op de weg. Een jaar later kwamen ook Josh Kench en Simon Pellaud rijden bij de Chinese wielerploeg. Gelijk in het begin van het seizoen won Kench één etappe en het eindklassement in de Ronde van Sharjah.

## Ploegnamen
| Jaar                 | Naam                                                     | UCI-code |
| -------------------- | -------------------------------------------------------- | -------- |
| 2020 2021-2022 2023- | Docs Cycling Team Li Ning Star Cycling Team Li Ning Star | DCS LNS  |

## Renners
| Naam              | Geboortedatum     | Periode        | Vorige ploeg                                                         |
| ----------------- | ----------------- | -------------- | -------------------------------------------------------------------- |
| Peng Xin          | 27 maart 2000     | 2020           | China Continental Team of Gansu Bank                                 |
| Andrei Piashkun   | 12 juni 1992      | 2020           |                                                                      |
| Wang Kun          | 8 november 2001   | 2020           |                                                                      |
| Zheng Jiawei      | 10 januari 2000   | 2020           | China Continental Team of Gansu Bank                                 |
| Bao Wenqiang      | 18 juni 1993      | 2020-2021      |                                                                      |
| Guo Zhenyuan      | 27 januari 1998   | 2020-2021      |                                                                      |
| Li Jinshuo        | 24 november 1999  | 2020-2021      |                                                                      |
| Ni Erpeng         | 2 juni 1999       | 2020-2021      |                                                                      |
| Xu Fuwen          | 7 maart 1996      | 2020-2021      |                                                                      |
| Bi Wenhui         | 4 april 1993      | 2021           |                                                                      |
| Li Wenfei         | 12 april 2002     | 2021           |                                                                      |
| Shen Yutao        | 19 september 2000 | 2020, 2022     |                                                                      |
| Su Haoyu          | 26 oktober 2000   | 2021-2022      |                                                                      |
| Xin Wang          | 26 oktober 1992   | 2021-2022      |                                                                      |
| Jia Weihui        | 17 februari 1997  | 2022           |                                                                      |
| Wei Yubo          | 14 juli 2002      | 2022           | Shenzhen Xidesheng Cycling Team                                      |
| Yu Ze             | 17 april 2000     | 2022           | Shenzhen Xidesheng Cycling Team                                      |
| Jiang Zhi Hui     | 3 maart 1994      | 2020-2023      | Mitchelton-BikeExchange                                              |
| Yi Tegele         | 3 juli 1998       | 2022-2023      |                                                                      |
| Jacob Hennessy    | 10 augustus 1996  | 2023           | Saint Piran                                                          |
| Huang Ruochen     | 8 november 2001   | 2023           |                                                                      |
| Periklis Ilias    | 26 juni 1986      | 2023           | Kronos Nikaias (clubteam)                                            |
| Vasili Bialiauski | 21 december 1995  | 2023-2024      | Minsk Cycling Club                                                   |
| Roniel Campos     | 27 juli 1993      | 2023-2024      |                                                                      |
| Liu Yuze          | 2 mei 2004        | 2023-2024      |                                                                      |
| Li Tao            | 28 juni 2004      | 2024           |                                                                      |
| Lian Shuai        | 19 augustus 2000  | 2024           |                                                                      |
| Niu Yikui         | 2 augustus 1994   | 2021-2025      |                                                                      |
| Bai Li jun        | 19 november 1988  | 2022-2025      | Ningxia Sport Lottery- Livall Cycling team                           |
| Sun Wentao        | 17 december 2000  | 2022-2025      |                                                                      |
| Li Luhao          | 10 augustus 1999  | 2020 2023-2025 | China Continental Team of Gansu Bank Shenzhen Xidesheng Cycling Team |
| Shao Junqi        | 11 september 1998 | 2023-2025      | Shenzhen Xidesheng Cycling Team                                      |
| Aleksej Sjnirko   | 12 mei 1994       | 2023-2025      |                                                                      |
| Zhu Yanhong       | 27 februari 2001  | 2023-2025      | Pardus Cycling Team                                                  |
| Luke Mudgway      | 12 juni 1996      | 2024-2025      | Bolton Equities Black Spoke                                          |
| Cristian Raileanu | 24 januari 1993   | 2024-2025      | Hengxiang Cycling Team                                               |
| Sun Kai           | 22 oktober 2004   | 2024-2025      |                                                                      |
| Huang Guoqing     | 1 oktober 2002    | 2025           | The Hurricane & Thunder Cycling Team                                 |
| Josh Kench        | 6 mei 2001        | 2025           | Tianyoude Hotel Cycling Team                                         |
| Simon Pellaud     | 6 november 1992   | 2025           | Tudor Pro Cycling Team                                               |
| Alexander Salby   | 4 juni 1998       | 2025           | Bingoal WB                                                           |
| Raman Tsisjkoe    | 2 december 1994   | 2025           | Huansheng-SCOM-Taishan Sport Cycling Team                            |
| Xu Changquan      | 16 januari 1997   | 2025           | Hengxiang Cycling Team                                               |

## Overwinningen
2022
1e etappe Ronde van het Qinghaimeer: Niu Yikui
4e etappe Ronde van het Qinghaimeer: Shen Yutao
7e etappe Ronde van het Qinghaimeer: Niu Yikui
2023
1e etappe Ronde van Huangshan: Jiang Zhi Hui
2024
2e etappe Ronde van Bostonliq: Aleksej Sjnirko
2025
4e etappe Ronde van Sharjah: Josh Kench
Eindklassement Ronde van Sharjah: Josh Kench
1e etappe Ronde van Thailand: Simon Pellaud
2e etappe Ronde van Thailand: Alexander Salby
3e etappe Ronde van Thailand: Alexander Salby
5e etappe Ronde van Thailand: Alexander Salby
Eindklassement Ronde van Thailand: Alexander Salby
Puntenklassement Ronde van Thailand: Alexander Salby
5e etappe Ronde van Hainan: Alexander Salby
Eindklassement Tour of Bostonliq: Josh Kench
3e etappe Ronde van Qinghai: Alexander Salby
8e etappe Ronde van Qinghai: Alexander Salby
1e etappe Trans-Himalaya Cycling Race: Raman Tsisjkow
Eindklassement Trans-Himalaya Cycling Race: Raman Tsisjkow

### Nationale kampioenschappen
2022
 Chinees kampioen tijdrijden, elite: Bai Li jun
 Chinees kampioen op de weg, elite: Niu Yikui
2024
 Roemeens kampioen op de weg, elite: Cristian Raileanu